# John Collins (basket-ball)
Pour les articles homonymes, voir John Collins et Collins.
John Martin Collins III, né le 23 septembre 1997 à Layton dans l'Utah, est un joueur américain de basket-ball évoluant au poste d'ailier fort.

## Biographie

### Carrière universitaire
John Collins fait son cursus universitaire pendant deux ans avec les Demon Deacons de Wake Forest, l'ancienne université de Tim Duncan. Il termine à 19,5 points de moyenne lors de sa deuxième année. 
Il se présente ensuite à la draft 2017 de la NBA où il est attendu parmi les vingt premiers choix.

### Carrière professionnelle

#### Hawks d'Atlanta (2017-2023)
Le 22 juin 2017, il est choisi en 19e position par les Hawks d'Atlanta. 
En février 2019, il participe au concours de dunks où il se déguise notamment en Superman. Le 24 janvier et le 2 février 2019, il marque 35 points contre les Bulls et les Suns ce qui constitue son record à ce jour.
Au début de la saison 2019-2020, Collins est suspendu 25 matches en raison d'un contrôle positif à une hormone de croissance, un produit considéré comme dopant par la NBA.

#### Jazz de l'Utah (2023-2025)
Fin juin 2023, John Collins est transféré vers le Jazz de l'Utah contre Rudy Gay et un futur second tour de draft.

#### Clippers de Los Angeles (depuis 2025)
En juillet 2025, il est envoyé aux Clippers de Los Angeles dans un échange à trois équipes.

## Palmarès
- NBA All-Rookie Second Team (2018)

## Statistiques

### Universitaires
| Saison    | Équipe      | Matchs | Titul. | Min./m | % Tir | % 3pts | % LF | Rbds/m. | Pass/m. | Int/m. | Ctr/m. | Pts/m. |
| --------- | ----------- | ------ | ------ | ------ | ----- | ------ | ---- | ------- | ------- | ------ | ------ | ------ |
| 2015-2016 | Wake Forest | 31     | 1      | 14,4   | 54,7  | 0,0    | 69,1 | 3,94    | 0,23    | 0,29   | 0,74   | 7,32   |
| 2016-2017 | Wake Forest | 33     | 33     | 26,6   | 62,2  | 0,0    | 74,5 | 9,82    | 0,52    | 0,64   | 1,58   | 19,15  |
| Total     | Total       | 64     | 34     | 20,7   | 60,1  | 0,0    | 72,9 | 6,97    | 0,38    | 0,47   | 1,17   | 13,42  |

### Professionnelles

#### Saison régulière
| Saison    | Équipe  | Matchs | Titul. | Min./m | % Tir | % 3pts | % LF | Rbds/m. | Pass/m. | Int/m. | Ctr/m. | Pts/m. |
| --------- | ------- | ------ | ------ | ------ | ----- | ------ | ---- | ------- | ------- | ------ | ------ | ------ |
| 2017-2018 | Atlanta | 74     | 26     | 24,1   | 57,6  | 34,0   | 71,5 | 7,31    | 1,32    | 0,64   | 1,08   | 10,50  |
| 2018-2019 | Atlanta | 61     | 59     | 30,0   | 56,0  | 34,8   | 76,3 | 9,75    | 1,98    | 0,36   | 0,64   | 19,48  |
| 2019-2020 | Atlanta | 41     | 41     | 33,2   | 58,3  | 40,1   | 80,0 | 10,15   | 1,46    | 0,76   | 1,61   | 21,59  |
| 2020-2021 | Atlanta | 63     | 63     | 29,3   | 55,6  | 39,9   | 83,3 | 7,41    | 1,24    | 0,54   | 1,00   | 17,63  |
| 2021-2022 | Atlanta | 54     | 53     | 30,8   | 52,6  | 36,4   | 79,3 | 7,81    | 1,81    | 0,61   | 1,04   | 16,22  |
| 2022-2023 | Atlanta | 71     | 71     | 30,0   | 50,8  | 29,2   | 80,3 | 6,51    | 1,20    | 0,59   | 1,03   | 13,11  |
| 2023-2024 | Utah    | 68     | 66     | 28,0   | 53,2  | 37,1   | 79,5 | 8,50    | 1,10    | 0,60   | 0,90   | 15,10  |
| 2024-2025 | Utah    | 40     | 31     | 30,5   | 52,7  | 39,9   | 84,8 | 8,20    | 2,00    | 1,00   | 1,00   | 19,00  |
| Total     | Total   | 472    | 410    | 29,1   | 54,6  | 36,3   | 79,2 | 8,10    | 1,50    | 0,60   | 1,00   | 16,00  |

Mise à jour le 28 avril 2025

#### Playoffs
| Saison | Équipe  | Matchs | Titul. | Min./m | % Tir | % 3pts | % LF | Rbds/m. | Pass/m. | Int/m. | Ctr/m. | Pts/m. |
| ------ | ------- | ------ | ------ | ------ | ----- | ------ | ---- | ------- | ------- | ------ | ------ | ------ |
| 2021   | Atlanta | 18     | 18     | 32,0   | 54,9  | 35,7   | 83,3 | 8,72    | 0,89    | 0,44   | 0,61   | 13,89  |
| 2022   | Atlanta | 5      | 4      | 24,3   | 48,7  | 36,4   | 50,0 | 4,60    | 1,20    | 0,40   | 0,20   | 9,40   |
| 2023   | Atlanta | 6      | 6      | 27,4   | 43,3  | 34,4   | 83,3 | 4,33    | 0,83    | 0,33   | 1,00   | 11,33  |
| Total  | Total   | 29     | 28     | 29,7   | 51,6  | 35,4   | 76,9 | 7,10    | 0,93    | 0,41   | 0,62   | 12,59  |

Mise à jour le 11 mai 2023

## Records sur une rencontre en NBA
Les records personnels de John Collins en NBA sont les suivants, :
| Type de statistique        | Saison régulière | Saison régulière           | Saison régulière | Playoffs | Playoffs                | Playoffs         |
| Type de statistique        | Record           | Adversaire                 | Date             | Record   | Adversaire              | Date             |
| -------------------------- | ---------------- | -------------------------- | ---------------- | -------- | ----------------------- | ---------------- |
| Points                     | 38               | @ Warriors de Golden State | 26 mars 2021     | 23       | 2 fois                  | 2 fois           |
| Paniers marqués            | 16               | Mavericks de Dallas        | 3 février 2021   | 11       | @ Bucks de Milwaukee    | 23 juin 2021     |
| Paniers tentés             | 26               | @ Bulls de Chicago         | 28 décembre 2019 | 16       | 2 fois                  | 2 fois           |
| Paniers à 3 points réussis | 6                | @ Bucks de Milwaukee       | 24 janvier 2021  | 3        | 3 fois                  | 3 fois           |
| Paniers à 3 points tentés  | 9                | 3 fois                     | 3 fois           | 5        | 3 fois                  | 3 fois           |
| Lancers francs réussis     | 11               | Magic d'Orlando            | 15 novembre 2021 | 8        | Knicks de New York      | 30 mai 2021      |
| Lancers francs tentés      | 14               | Magic d'Orlando            | 15 novembre 2021 | 8        | Knicks de New York      | 30 mai 2021      |
| Rebonds offensifs          | 10               | @ Suns de Phoenix          | 2 février 2019   | 5        | 2 fois                  | 2 fois           |
| Rebonds défensifs          | 16               | 2 fois                     | 2 fois           | 13       | @ 76ers de Philadelphie | 20 juin 2021     |
| Rebonds totaux             | 25               | Pacers de l'Indiana        | 10 avril 2019    | 16       | @ 76ers de Philadelphie | 20 juin 2021     |
| Passes décisives           | 6                | 5 fois                     | 5 fois           | 3        | @ Bucks de Milwaukee    | 1er juillet 2021 |
| Interceptions              | 4                | 2 fois                     | 2 fois           | 2        | @ 76ers de Philadelphie | 6 juin 2021      |
| Contres                    | 5                | 2 fois                     | 2 fois           | 2        | 3 fois                  | 3 fois           |
| Balles perdues             | 5                | 4 fois                     | 4 fois           | 3        | 3 fois                  | 3 fois           |
| Minutes jouées             | 50               | Knicks de New York         | 9 février 2020   | 41       | @ 76ers de Philadelphie | 20 juin 2021     |

- Double-double : 150 (dont 6 en playoffs)
- Triple-double : 0

Dernière mise à jour : 10 mars 2025

## Salaires
| Année       | Équipe          | Salaire      |
| ----------- | --------------- | ------------ |
| 2017-2018   | Hawks d'Atlanta | 1 936 920 $  |
| 2018-2019   | Hawks d'Atlanta | 2 299 080 $  |
| 2019-2020   | Hawks d'Atlanta | 2 686 560 $  |
| 2020-2021   | Hawks d'Atlanta | 4 137 302 $  |
| 2021-2022   | Hawks d'Atlanta | 23 000 000 $ |
| 2022-2023   | Hawks d'Atlanta | 23 500 000 $ |
| Total Gains | Total Gains     | 57 556 862 $ |
| 2023-2024   | Jazz de l'Utah  | 25 340 000 $ |
| 2024-2025   | Jazz de l'Utah  | 26 580 000 $ |
| 2025-2026   | Jazz de l'Utah  | 26 580 000 $ |